# Nevada Copper
Nevada Copper ist ein 1999 gegründetes Bergbau-Unternehmen mit Hauptsitz in Vancouver, Kanada. Das Unternehmen ist unter dem Symbol „NCU“ an der Toronto Stock Exchange gelistet.

## Geschäft
Nevada Copper betreibt mit dem „Pumpkin Hollow Project“ eine Kupfermine nahe Yerington im US-Bundesstaat Nevada. Im Tagebau und unterirdisch wird hauptsächlich Kupfer abgebaut. Im März 2021 verarbeitete die neu erschlossene Mine nach eigenen Angaben 4,700 Tonnen Gestein pro Tag.